# Chrám svaté Trojice (Bělehrad)
Chrám Svaté Trojice (rusky Церковь святой Троицы, srbsky Цкрва Свете Тројице, Руска црква) je chrám Ruské pravoslavné církve v hlavním městě Srbska Bělehradě. Nachází se nedaleko Chrámu svatého Marka, který patří Srbské pravoslavné církvi.

## Dějiny
Chrám byl postaven v roce 1924 pro ruské bělogvardějce, kteří uprchli po vítězství komunistů v Rusku a v Jugoslávii nalezli azyl. Jeho architektem byl Valerij Staševskij. Na místo, kde byl postaven, byla dovezena píď země z Ruska, která měla symbolizovat ztracený domov ruských pravoslavných emigrantů. Chrám byl vybudován ve stylu staroruské církevní architektury. Až do roku 1944 se v něm nacházely vlajky a odznaky, které získala vítězná ruská armáda od Napoleona a tureckých vojsk během válek v 19. století. Kostel byl těžce poškozen bombardováním letectvem NATO během útoku proti Jugoslávii v roce 1999. O rok později se začaly práce na jeho obnovení a v roce 2007 ho opět vysvětil ruský patriarcha Kirill.